# Bão Krathon (2024)
Bão Krathon, được biết đến ở Philippines với cái tên Siêu bão Julian,ở Việt Nam được định danh là bão số 5, là một cơn bão nhiệt đới mạnh và thất thường đã ảnh hưởng đến Đài Loan và Philippines vào cuối tháng 9 và đầu tháng 10 năm 2024.Krathon, ám chỉ quả sấu đỏ(santol), là cơn bão đầu tiên tạo ra đổ bộ trên vùng đồng bằng phía tây đông dân cư của Đài Loan kể từ Bão Thelma năm 1977.
Đây cũng là cơn bão đầu tiên đổ bộ vào Kaohsiung vào tháng 10 và là cơn bão đầu tiên kể từ Mùa bão Tây Bắc Thái Bình Dương 2001 với bão Trami vào năm 2001 suy yếu thành áp thấp nhiệt đới trên bầu trời Đài Loan. Ngoài ra, đây là cơn bão nhiệt đới ẩm ướt nhất ở Basco, Batanes, mang lại lượng mưa tương đương hơn hai tháng trong tháng 9 và vượt qua kỷ lục trước đó do bão Ruth xác lập vào năm 1991.
Là cơn bão có tên thứ mười tám,là siêu bão thứ hai của mùa bão hàng năm, Krathon phát triển thành áp thấp nhiệt đới gần Căn cứ không quân Kadena, Nhật Bản, vào ngày 26 tháng 9, và được Cơ quan Khí tượng Nhật Bản phân loại là bão nhiệt đới (JMA) vào ngày 28 tháng 9 khi nó di chuyển về phía tây nam dọc theo ngoại vi phía đông nam. Krathon đạt trạng thái bão tối thiểu vào ngày 29 tháng 9 sau khi phát triển một mắt bão rộng. Bão di chuyển theo hướng bắc-tây bắc giữa hai áp cao cận nhiệt đới trước khi dịch chuyển theo hướng tây-tây bắc và đi qua gần Sabtang, Batanes. Sáng sớm ngày 1 tháng 10, JMA báo cáo rằng cơn bão đã đạt đến cường độ cực đại, với gió duy trì kéo dài 10 phút theo thứ tự 105 kn (195 km/h; 120 mph) và áp suất trung tâm là 920 hPa (27,17 inHg). Sau đó, nó đạt đỉnh điểm là siêu bão tương đương cấp 4 trên thang Saffir-Simpson, với sức gió duy trì trong một phút là 240 km/h (150 mph). Khi Krathon di chuyển vào phía bắc Biển Đông, một chu kỳ thay thế thành mắt bắt đầu, điều này được thể hiện rõ trong hình ảnh radar, với thành mắt thứ cấp gần như bao quanh con mắt bên trong. Sau khi chu trình thay thế vách mắt kính hoàn tất, Krathon bắt đầu làm nóng các đỉnh mây và biểu hiện đặc điểm mắt chứa đầy mây yếu đi gây ra hiện tượng nước dâng lên và giảm hàm lượng nhiệt đại dương. Vào ngày 3 tháng 10, Krathon đổ bộ vào gần Quận Siaogang ở Cao Hùng, Đài Loan, với các dải đối lưu sâu xoắn ốc dần suy yếu khi nó di chuyển theo hướng bắc-đông bắc vào miền trung Đài Loan, gần rìa phía tây của dãy núi trung tâm. Sau khi đổ bộ vào đất liền, hệ thống này nhanh chóng chậm lại và xuống cấp, thể hiện hoạt động đối lưu ở mức tối thiểu. JMA tiếp tục theo dõi hệ thống này khi nó nổi lên trên Biển Đông trước khi tan biến vào ngày 4 tháng 10.
Trước cơn bão, Tín hiệu gió lốc nhiệt đới đã được ban hành cho nhiều khu vực khác nhau ở Philippines, kèm theo cảnh báo đỏ cho Calayan và Santa Ana ở Cagayan. Krathon khiến ít nhất 5 người chết, 3 người mất tích và 8 người bị thương ở Philippines. Trong khi đó, Cục Quản lý Thời tiết Trung ương của Đài Loan đã đưa ra cảnh báo hàng hải cho Kênh Bashi, dẫn đến hơn 11.000 người phải sơ tán và huy động gần 40.000 binh sĩ cho nỗ lực cứu hộ; ít nhất 13 người thiệt mạng trên khắp hòn đảo, trong đó có 9 người từ vụ cháy Bệnh viện Antai Tian-Sheng ở Pingtung County. Nhìn chung, 18 người thiệt mạng, 731 người bị thương và một người mất tích trong trận Krathon, để lại thiệt hại ít nhất là $48,1 triệu đô la Mỹ.

## Lịch sử khí tượng
Nguồn gốc của Bão Krathon có thể bắt nguồn từ ngày 26 tháng 9, khi  Cơ quan Khí tượng Nhật Bản (JMA) đã báo cáo một áp thấp nhiệt đới cách 250 km (155 mi) về phía nam-tây nam của Căn cứ không quân Kadena, Nhật Bản, được đặc trưng bởi một trung tâm hoàn lưu mực thấp lộ ra một phần với sự đối lưu sâu liên tục ở hình bán nguyệt phía nam và dải hình thành ở phía bắc. Trung tâm Cảnh báo bão Liên Hợp (JTWC) đã ban hành cảnh báo hình thành bão nhiệt đới vào ngày 27 tháng 9, lưu ý rằng dải đối lưu đang bao bọc vào trung tâm và phân tích môi trường chỉ ra môi trường thuận lợi để phát triển do độ đứt gió theo phương thẳng đứng thấp, dòng chảy ra phía xích đạo tốt ở trên cao và nhiệt độ mặt biển ấm là 29–30 °C (84–86 °F).Cùng ngày hôm đó, Cơ quan Quản lý Dịch vụ Thiên văn, Địa vật lý và Khí quyển Philippines (PAGASA) thông báo rằng hệ thống này đã phát triển thành áp thấp nhiệt đới được đặt tên  Julian, khi nó hình thành bên trong Khu vực trách nhiệm của Philippines; vùng thấp đang di chuyển chậm theo hướng nam-tây nam do dòng lái yếu.

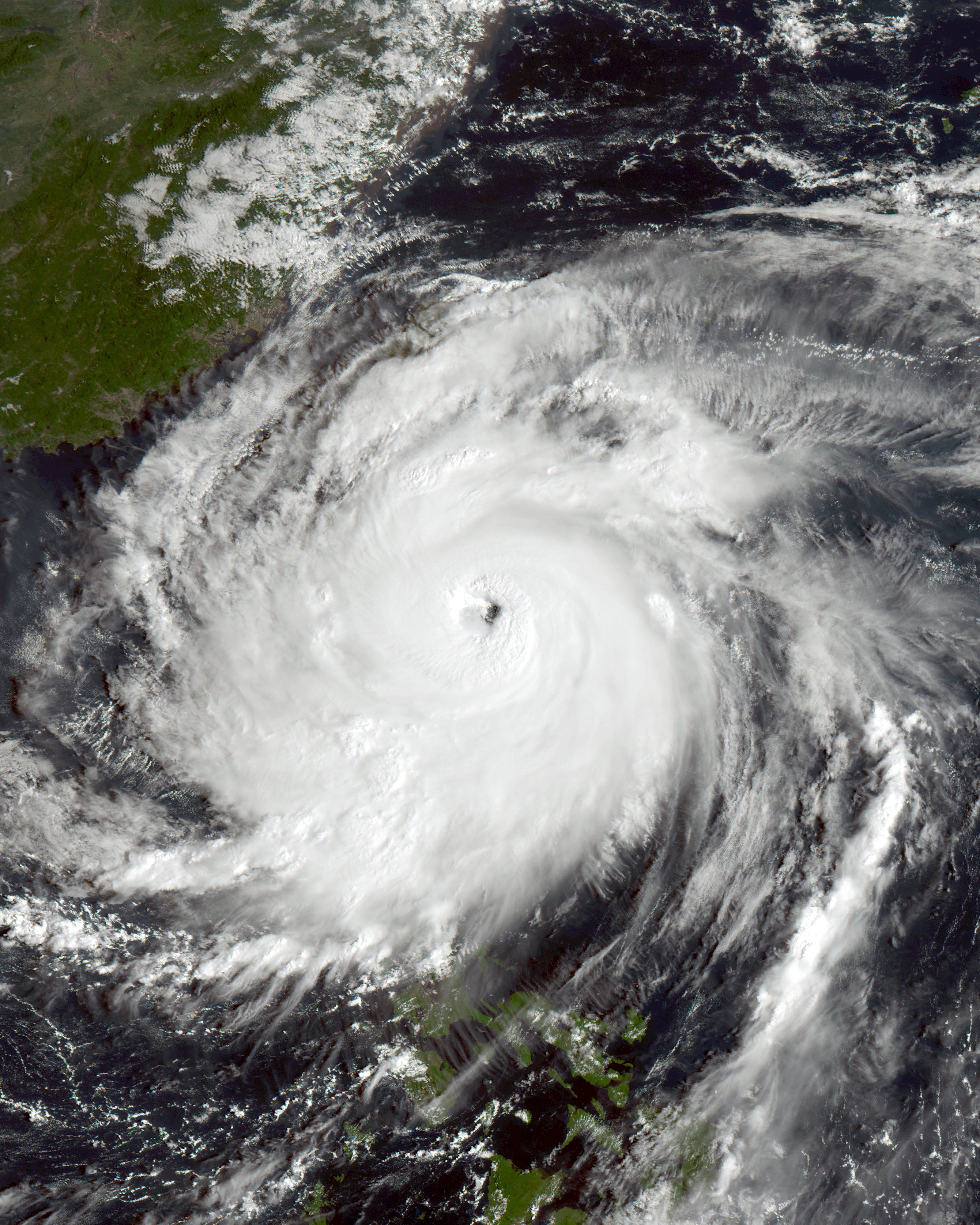
Krathon ngoài khơi bờ biển phía đông bắc Luzon vào ngày 30 tháng 9

Vào lúc 09:00 UTC, JTWC đã nâng cấp áp thấp nhiệt đới, đặt tên hệ thống là 20W, lưu ý một trung tâm hoàn lưu mực thấp bị che khuất được cho là nằm ở trung tâm của các dải đối lưu quay tổ chức thành xoáy ẩm.Hình ảnh vệ tinh cho thấy cơn bão đang mạnh lên đều đặn, với các dải đối lưu sâu xoắn ốc kéo dài qua ba góc phần tư của hệ thống và bao quanh trung tâm hoàn lưu mực thấp.Vào ngày 28 tháng 9, áp thấp nhiệt đới mạnh lên thành bão nhiệt đới được JMA đặt tên là Krathon, được thúc đẩy bởi độ đứt gió theo phương thẳng đứng thấp, nhiệt độ mặt nước biển ấm và hàm lượng nhiệt đại dương cao, đồng thời di chuyển về phía tây nam dọc theo ngoại vi phía đông nam của áp cao cận nhiệt đới;tuy nhiên, Krathon đã đi chậm lại trong sáu giờ qua và nằm trong vùng  giữa hai áp cao cận nhiệt đới lớp sâu, với hình ảnh vệ tinh cho thấy diện mạo được cải thiện do sự phát triển của đặc điểm của đám mây dày đặc ở trung tâm trên trung tâm hoàn lưu.
Vào khoảng 18:00 UTC, JMA đã nâng cấp hệ thống lên thành bão nhiệt đới nghiêm trọng, sử dụng kỹ thuật Dvorak để đánh giá cường độ của nó dựa trên hình ảnh vệ tinh.Krathon hiển thị dòng chảy ra xích đạo mạnh mẽ cùng với kênh cực yếu hơn, trong khi đám mây được quan sát cho thấy dòng chảy xuyên tâm hơn đang bắt đầu phát triển khi hệ thống tăng cường.Đầu ngày hôm sau, cả JMA và JTWC đều nâng cấp nó lên thành bão tối thiểu sau khi nó mở ra một vùng rộng,NCHMF cũng cho biết bão đã vào Biển Đông và gọi là bão số 5, mắt đã được xác định rõ ràng,từ đó đã có mây che phủ và hệ thống đang di chuyển theo hướng bắc-tây bắc giữa hai áp cao cận nhiệt đới trung bìnhvà nó đang di chuyển về phía tây nam Đài Loan, nằm giữa một sườn núi cận nhiệt đới ở phía đông và một sườn núi khác trên miền nam Trung Quốc và bắc Việt Nam.Ngày hôm sau, hình ảnh vệ tinh cho thấy hệ thống vẫn đối xứng; tuy nhiên, các đỉnh mây ấm lên đã lộ ra do độ đứt gió theo phương thẳng đứng ngày càng tăng.Vào ngày 3 tháng 10 lúc 12:40 trưa. giờ địa phương, Krathon đã đổ bộ gần Quận Siaogang ở Kaohsiung, Đài Loan,với các dải đối lưu sâu xoắn ốc dần suy yếu khi nó di chuyển theo hướng bắc-đông bắc vào miền trung Đài Loan, gần rìa phía tây của dãy núi miền Trung.Điều này khiến Krathon trở thành cơn bão đầu tiên đổ bộ vào vùng đồng bằng phía tây đông dân cư của Đài Loan kể từ Bão Thelma năm 1977. Sau khi đổ bộ vào đất liền, hệ thống này nhanh chóng chậm lại và suy yếu, thể hiện hoạt động đối lưu ở mức tối thiểu và cuối cùng suy yếu thành bão nhiệt đới ở mức tối thiểu.JTWC đã ngừng cảnh báo hệ thống khi nó di chuyển vào đất liền, nơi các dãy núi gồ ghề phía đông nam Đài Loan đã xói mòn phần lớn đối lưu sâu liên quan đến trung tâm hoàn lưu khi nó suy yếu thành áp thấp nhiệt đới.Cơ quan quản lý thời tiết trung ương lưu ý rằng Krathon là cơn bão đầu tiên đổ bộ vào Cao Hùng vào tháng 10,và lần đầu tiên kể từ bão Trami vào năm 2001 suy yếu thành áp thấp nhiệt đới trên bầu trời Đài Loan.JMA tiếp tục theo dõi hệ thống này khi nó tái xuất hiện ở Biển Đông,nơi nó gần như đứng yên giữa hai áp cao cận nhiệt đới trung bình trước khi tan vào ngày 4 tháng 10.

## Chuẩn bị

### Philippines
Ngay sau khi PAGASA nâng cấp cơn bão,Tín hiệu gió lốc nhiệt đới số 1 đã được cấp cho Batanes, Cagayan, Isabela, Apayao, Abra, Kalinga, phần phía đông và trung tâm của các tỉnh miền núi, phần phía đông của Ifugao, Ilocos Norte, phần phía bắc của Ilocos Sur, phần phía bắc của Aurora,phía bắc và phía đông Nueva Ecija, Pangasinan, La Union, Quirino, Benguet và Quần đảo Polillo.Khi Krathon mạnh lên thành bão nhiệt đới nghiêm trọng, Tín hiệu số 2 đã được nâng lên cho phần đông bắc của Cagayan và phần phía đông của Quần đảo Babuyan.Khi cơn bão tiếp tục mạnh lên, PAGASA đã nâng Tín hiệu số 3 cho phần đông bắc Quần đảo Babuyan.Ngày 29/9, nhiều đơn vị chính quyền địa phương đã thông báo nghỉ học ngày 30/9 do thời tiết khắc nghiệt do bão gây ra.trong khi PAGASA phát Tín hiệu số 4 ở Batanes và ở Babuyan và Đảo Calayan. Ủy ban bầu cử đã ra lệnh gia hạn việc đăng ký cử tri cho cuộc tổng tuyển cử Philippines năm 2025, dự kiến kết thúc vào ngày 30 tháng 9, tại các khu vực bị ảnh hưởng bởi cơn bão.Khoảng 1.110 người đã được sơ tán trên khắp Thung lũng Cagayan.Cảnh báo đỏ đã được ban bố tại các đô thị Calayan và Santa Ana ở Cagayan.Ambuklao, Binga và Magat đã mở cổng trước dự đoán mực nước sẽ dâng cao do bão.Theo NDRRMC, 10 người đã được sơ tán trước.

### Đài Loan

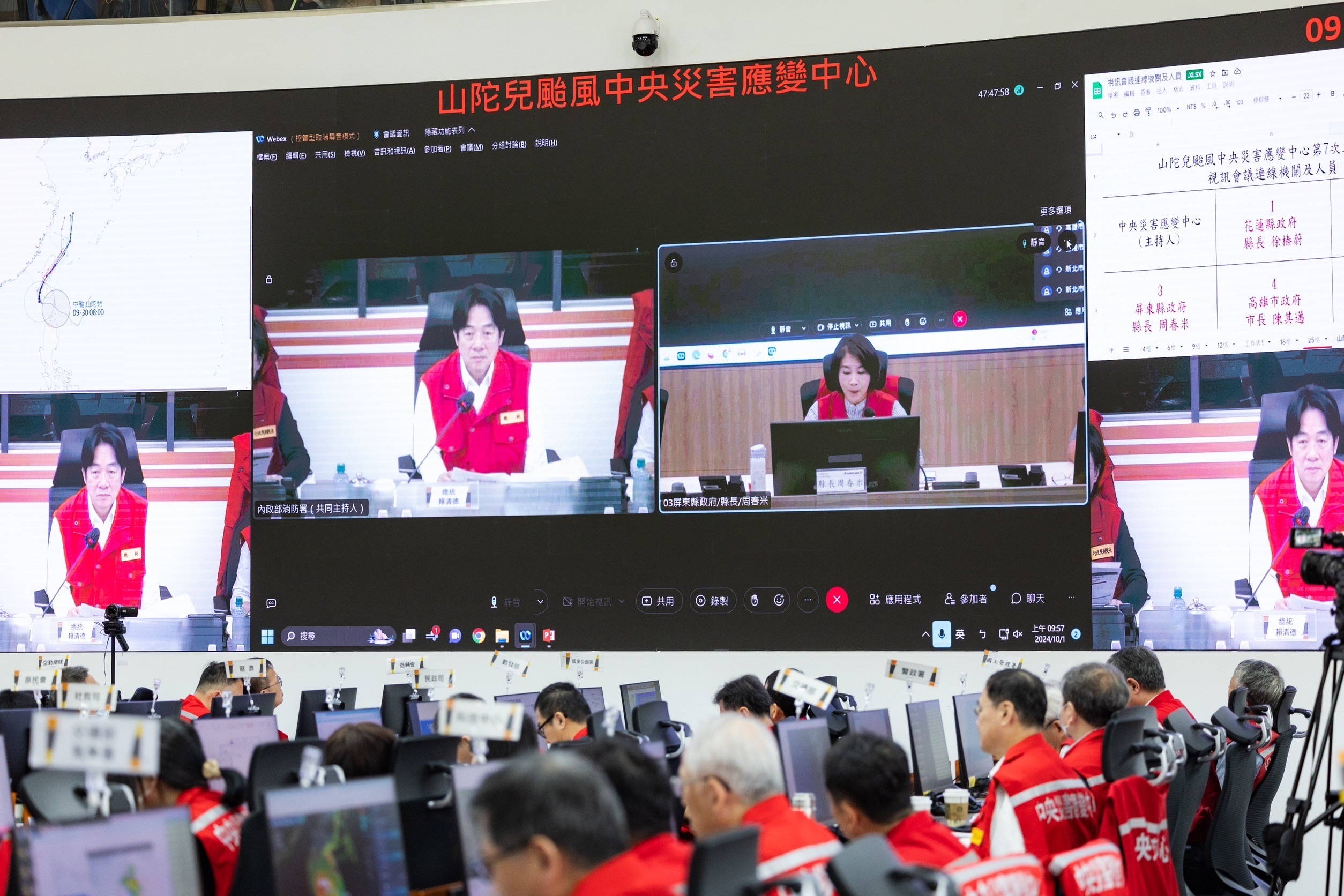
Tổng thống Lai Ching-te đã kiểm tra Trung tâm Ứng phó Thảm họa Trung ương và tổ chức một cuộc họp video với Thị trưởng Quận Pingtung Chou Chun-mi

Trung tâm điều hành khẩn cấp trung ương khuyến cáo không nên đi đến các khu vực ven biển và miền núi, trong khi một số trường học, bãi biển, công viên quốc gia và dịch vụ phà đã đóng cửa trên khắp hòn đảo. Tất cả 25 lưu vực giữ nước ở Cao Hùng đều trống rỗng trước cơn bão.Cảnh báo về vận chuyển đã được đưa ra bởi Cục Quản lý Thời tiết Trung ương tại Kênh Bashi và Eo biển Đài Loan,tiếp theo là cảnh báo trên đất liền về bão Krathon khi cơn bão tiến đến Đài Loan.Tất cả trường học và văn phòng chính phủ trên đảo được lệnh đóng cửa vào ngày 2/10 và 3/10,trong khi tất cả chuyến bay trong nước và ít nhất 250 chuyến bay quốc tế bị hủy.Khoảng 11.362 người đã được sơ tán trong khi gần 40.000 binh sĩ được huy động để nỗ lực cứu hộ.Các quan chức Cao Hùng kêu gọi người dân cảnh giác với cơn bão, nhớ lại sự tàn phá do Bão Thelma gây ra năm 1977, đã ảnh hưởng nghiêm trọng đến thành phố.

## Tác động và hậu quả

### Philippines

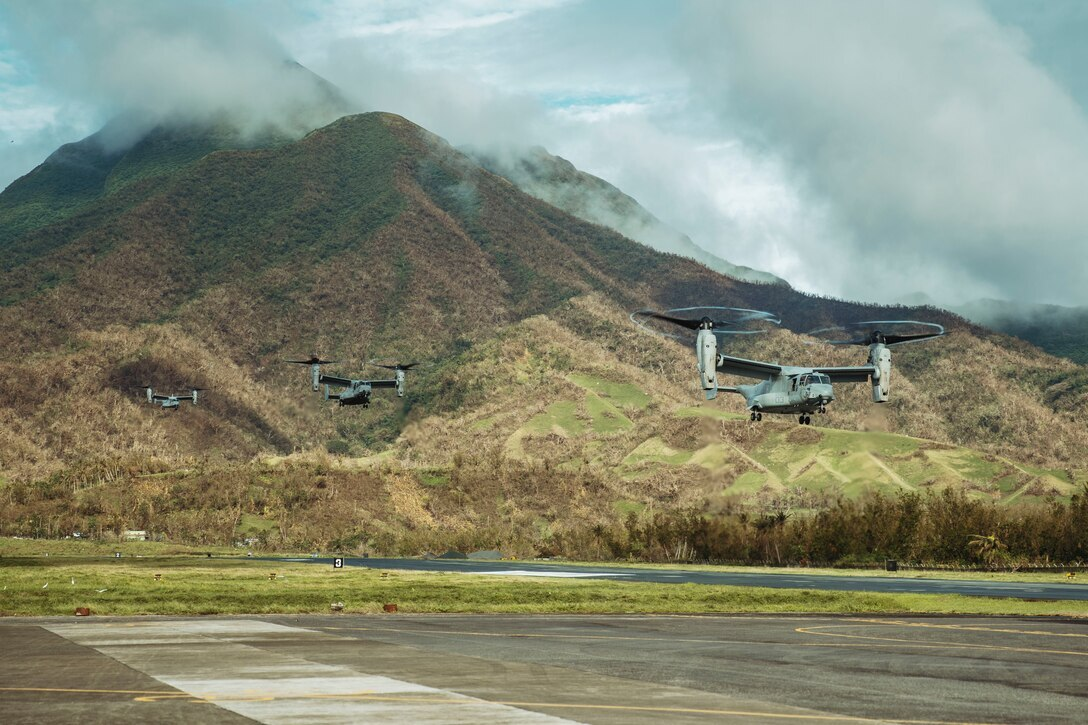
The Bell Boeing V-22 Osprey from the 15th Marine Expeditionary Unit landed at Basco Airport on October 8

Trong khoảng thời gian từ ngày 30 tháng 9 đến ngày 1 tháng 10, trạm PAGASA ở Basco, Batanes đã ghi nhận lượng mưa 727,8 milimét (28,7 in), vượt quá lượng mưa trong hai tháng trong tháng 9 và phá vỡ kỷ lục trước đó kỷ lục về cơn bão ẩm ướt nhất trong khu vực, là 616,4 milimét (24,3 in) trong Bão Ruth (Trining) năm 1991. Tổng lượng mưa trong cả nước là 481,6 mm (18,96 in) trong Laoag, 201,5 mm (7,93 in) ở Calayan, Cagayan, và 120,0 mm (4,72 in) ở Baguio.Ít nhất 26 gia đình phải di dời do lũ lụt ở Abra.Lở đất cũng làm tắc nghẽn các tuyến đường ở La Union, Abra, Apayao và các tỉnh Miền Núi. Năm sân bay đình chỉ hoạt động ở phía bắc Luzon. Hai máy bay hạng nhẹ đậu tại Sân bay Basco bị hư hại do gió mạnh, trong khi Sân bay quốc tế Laoag bị hư hại nhẹ. Lũ lụt cũng ảnh hưởng đến các đường băng của Lingayen và Sân bay Vigan. Các hoạt động cũng bị đình chỉ tại San Fernando và Sân bay Baguio do mây và tầm nhìn thấp.Bảy cảng biển cũng tạm dừng hoạt động, trong khi 99 đoạn đường và 3 cây cầu không thể đi qua.Thống đốc Batanes Marilou Cayco cho biết tỉnh có thể mất hai tháng để phục hồi sau cơn bão.

Krathon đi ngang qua gần Sabtang ở Batanes vào 30 tháng 9

Văn phòng rút thăm trúng thưởng từ thiện Philippine đã phân phát 3.000 gói thực phẩm cho cư dân Ilocos Norte bị ảnh hưởng bởi cơn bão Krathon. Chính phủ Hoa Kỳ, thông qua Thủy quân lục chiến Hoa Kỳ, đã cung cấp viện trợ khẩn cấp và hỗ trợ vận tải hàng không để ứng phó với sự tàn phá do Krathon gây ra, đặc biệt là ở Batanes. Hoa Kỳ đã triển khai nhân sự và máy bay tới Philippines để hỗ trợ các nỗ lực cứu trợ ở Batanes sau cơn bão Krathon, với hai máy bay Lockheed Martin KC-130 của Lực lượng Viễn chinh Thủy quân lục chiến III vận chuyển nhân sự và thiết bị đến Căn cứ Không quân Villamor ở Pasay. Chính phủ Hoa Kỳ, thông qua USAID, đã phân bổ 500.000 USD để hỗ trợ những người bị ảnh hưởng bởi Krathon ở Batanes, trong khi Bộ Quốc phòng triển khai tài sản quân sự để hỗ trợ Lực lượng Vũ trang Philippines và Văn phòng Phòng vệ Dân sự trong việc cung cấp vật tư nhân đạo cho người dân. khu vực. Lực lượng Không quân Philippine đã huy động máy bay trực thăng PZL W-3 Sokół để cung cấp vật tư và nhân sự khẩn cấp như một phần trong nỗ lực cứu trợ liên tục của chính phủ cho các khu vực bị ảnh hưởng bởi bão ở Batanes. Trong khi đó, tàu USS Boxer (LHD-4) và Đơn vị viễn chinh thủy quân lục chiến số 15 đã đến Philippines để hỗ trợ các nỗ lực cứu trợ sau cơn bão Krathon. Vào ngày 4 tháng 10, Tổng thống Bongbong Marcos đã kiểm tra các khu vực bị ảnh hưởng ở Batanes và Ilocos Norte. 58 khu vực đã được tuyên bố trong tình trạng thiên tai,bao gồm Ilocos Norte, Batanes, và Cagayan do ảnh hưởng nặng nề của cơn bão.
Tính đến  ngày 18 tháng 10 năm 2024, Hội đồng quản lý và giảm thiểu rủi ro thiên tai quốc gia báo cáo rằng tổng cộng 380.778 người bị ảnh hưởng, với 11 người phải rời bỏ nhà cửa. Mất điện xảy ra ở 20 thành phố, mất nước ở 3 thành phố và mất điện viễn thông ở 8 thành phố. Tổng cộng có 2.843 ngôi nhà bị hư hại, trong khi 127 ngôi nhà khác bị phá hủy. Năm người thiệt mạng, 12 người bị thương và một người mất tích. Tại Batanes, 276 ngôi nhà bị phá hủy và 2.048 ngôi nhà khác bị hư hại. Tổng thiệt hại về cơ sở hạ tầng đạt 965,18 triệu peso(19,6 triệu đô la Mỹ). trong khi thiệt hại về nông nghiệp lên tới 607,38 triệu peso(12,33 triệu đô la Mỹ) ảnh hưởng đến 17.344,94 hécta (42.860,3 mẫu Anh) cây trồng, dẫn đến thiệt hại chung lên đến 1,57 tỷ peso(31,93 triệu đô la Mỹ). Chính phủ đã đưa ra viện trợ cứu trợ trị giá 21,59 triệu peso(438.340,61 đô la Mỹ) và điều động một máy bay vận tải C-130 đến viện trợ và sơ tán khoảng 200 người mắc kẹt ở Batanes.

### Đài Loan
Các dải mưa bên ngoài của Krathon đã gây ra lở đất làm tắc nghẽn các phần của Xa lộ Suhua ở Cao tốc Hoa Liên vào ngày 30 tháng 9. Một ngôi chùa bị hư hại trong trận lở đất ở Rueifang, Thành phố Tân Bắc. Ít nhất 12 phương tiện thu gom rác bị hư hỏng trong vụ lở đất tại nhà máy đốt rác tái chế Tianwaitian ở Keelung. Bảo tàng Ju Ming ở Quận Jinshan, Tân Bắc bị ngập lụt, khiến nhân viên mắc kẹt. Tại Thị trấn Donggang thuộc Pingtung County, một trong những khu nhà của Bệnh viện Antai Tian-Sheng Memorial đã bốc cháy, khiến 9 người thiệt mạng. Một người chết ở huyện Hoa Liên do bị ngã khi đang cắt tỉa cây trong khi một người khác chết ở Taitung County sau khi xe của anh ta đâm vào đá rơi. Ít nhất 719 người bị thương trên khắp hòn đảo, trong khi hai người mất tích ở thành phố Tân Đài Bắc và được tìm thấy sau đó. Ít nhất 9.499 sự cố liên quan đến thảm họa đã được báo cáo trên khắp hòn đảo.

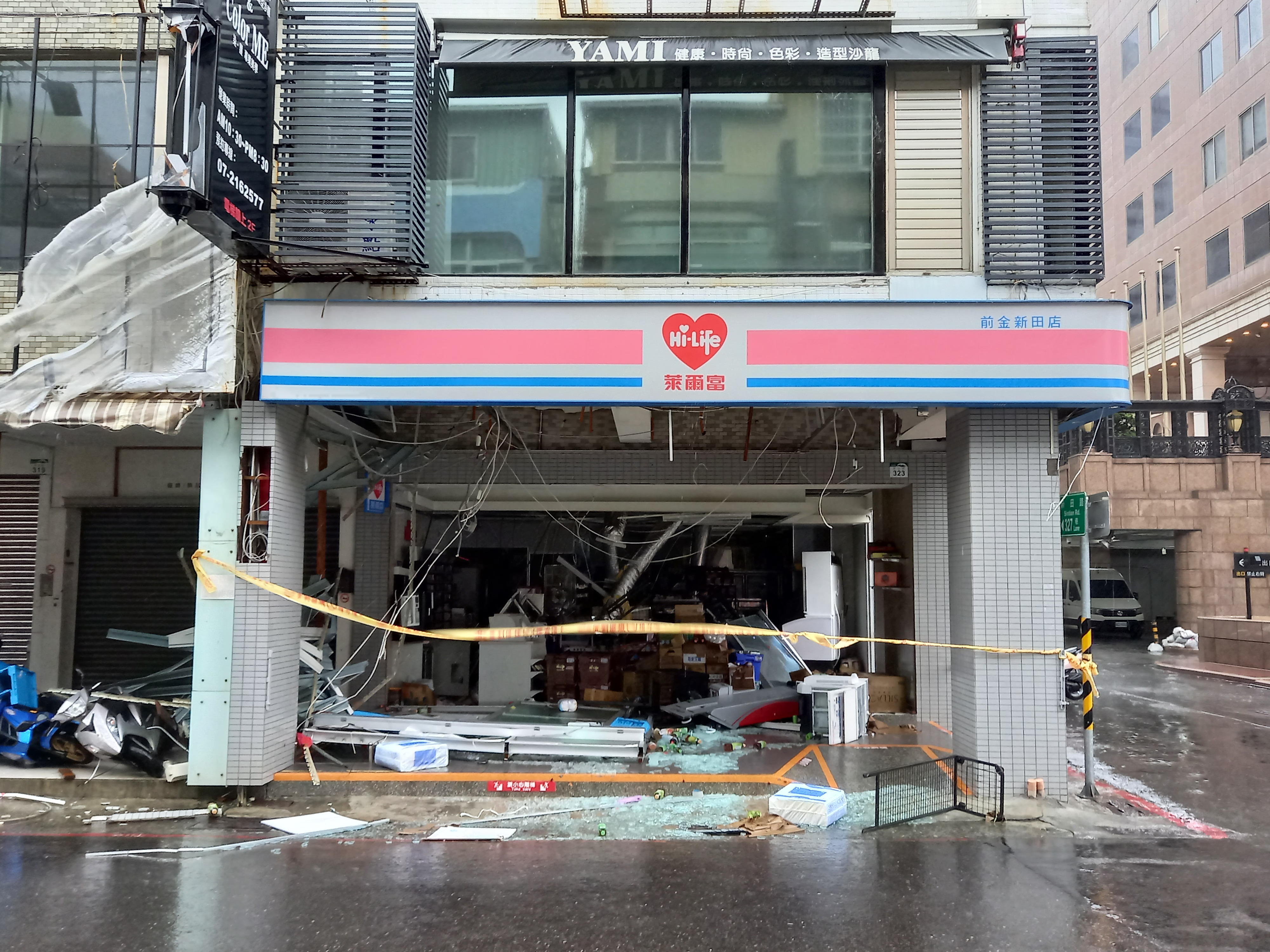
Một cửa hàng tiện lợi bị hư hại nặng nề trong cơn bão Krathon

 Tổng cộng 436.634 hộ dân bị mất điện trong khi 404.673 hộ gia đình mất nước. Con tàu chở hàng "Blue Lagoon" bị rò rỉ buồng máy và bị bỏ rơi. 19 thủy thủ đoàn của nó đã được trực thăng Cảnh sát biển Đài Loan giải cứu xung quanh 18 dặm (29 km) về phía tây nam Đảo Orchid, sau đó con tàu trôi dạt vào bờ trên đảo. Dthiệt hại cho nông nghiệp lên tới 498,6 triệu Đài tệ (16,2 triệu USD) trong đó Quận Cao Hùng và Bình Đông bị ảnh hưởng nặng nề nhất. Chính phủ đã cam kết trợ cấp và cho vay đối với các doanh nghiệp bị ảnh hưởng. Bão thường tấn công bờ biển phía đông, nhưng Krathon lại bất thường khi nó đổ bộ vào bờ biển phía tây, khiến truyền thông Đài Loan mô tả đây là một cơn bão "kỳ lạ". Ít nhất 124 vụ lũ lụt đã được báo cáo trên khắp Đài Loan, chủ yếu ảnh hưởng đến Kaohsiung và Keelung, prompting the deployment of approximately 1,500 soldiers in Kaohsiung and neighboring Pingtung to assist with typhoon relief efforts. Lượng mưa một ngày ở Keelung đạt 408 milimét (16,1 in), phá vỡ kỷ lục trước đó là 351,3 milimét (13,8 in), được thiết lập vào tháng 9 Vào ngày 23 tháng 1 năm 1980. Tổng lượng mưa kỷ lục cũng được ghi nhận, với 1.713,5 milimét (67,5 in) trên đường Lijialin ở Taitung, 1.570 milimét (61,8 in) trên Dananshan ở Pingtung và 1.067,5 milimét (42,0 in) ở Ruifang, Thành phố Đài Bắc mới.